# Friedrich-Otto Scharbau
Friedrich-Otto Scharbau (* 4. Oktober 1935 in Kiel; † 1. Dezember 2013 ebenda) war ein deutscher evangelisch-lutherischer Theologe. Von 1983 bis 2000 war er Präsident des Lutherischen Kirchenamtes der Vereinigten Evangelisch-Lutherischen Kirche Deutschlands.

## Leben und Wirken
Friedrich-Otto Scharbau wurde am 4. Oktober 1935 in Kiel geboren. Nach seinem Studium der Evangelischen Theologie in Kiel und Göttingen war er als Gemeindepastor in Kiel, dann als Studieninspektor am Predigerseminar in Preetz und schließlich als Oberkirchenrat im Dienst der Schleswig-Holsteinischen, später Nordelbischen Evangelisch-Lutherischen Kirche tätig.
Von 1983 bis zu seinem Ruhestand im Jahre 2000 war er Präsident des Lutherischen Kirchenamtes der VELKD in Hannover, von 1987 bis 1993 Lutherischer Präsident des Exekutivausschusses der Leuenberger Kirchengemeinschaft  (später: Gemeinschaft Evangelischer Kirchen in Europa) und 1993 bis 2001 dessen Mitglied. Er nahm an den Vollversammlungen der Leuenberger Kirchengemeinschaft 1987 in Straßburg, 1993 in Wien und 2001 in Belfast sowie an den Vollversammlungen des Lutherischen Weltbundes 1984 in Budapest, 1990 in Curitiba/Brasilien und 1997 in Hongkong teil.
Von 2000 bis 2003 war er ehrenamtlich Präsident der Luther-Akademie Ratzeburg, von 2003 bis 2007 der Luther-Akademie Sondershausen-Ratzeburg. Im Jahr 2002 wurde er zum Ehrenstiftsherrn des Klosters Loccum ernannt.
Die Theologische Fakultät der Christian-Albrechts-Universität zu Kiel (CAU) verlieh ihm am 25. November 2005 die Ehrendoktorwürde. Sie zeichnete damit die wissenschaftlichen Leistungen des ehemaligen Präsidenten des Lutherischen Kirchenamtes der Vereinigten Evangelisch-Lutherischen Kirche Deutschlands (VELKD) unter anderem auf dem Gebiet der Kirchenverfassung und des ökumenischen Dialogs aus.
Scharbau habe sich durch sein literarisches Werk und sein Engagement in der Kirchenleitung „hohen Respekt in den Lutherischen Kirchen in Deutschland und darüber hinaus“ erworben und „durch seine Arbeit Anstöße zur Erneuerung der Kirche aus dem Geist der Reformation gegeben“, hieß es zusammenfassend in der Laudatio.
Er hat in nationalen und internationalen Ausschüssen an der kirchlichen Gesetzgebung und am interkonfessionellen Dialog mitgewirkt und „damit einen Beitrag zu Identität und Verständigung innerhalb der Kirchen erbracht“. Seine Impulse und Erfahrungen sind in zahlreiche Schriften eingegangen, die sich mit der Gestalt der Kirche und ihrer Verkündigung, ihrem Bekenntnis, ihrem Gottesdienst und ihrem Verhältnis zum Staat befassen. Die wichtigsten sind in den Band „Luther und die Kirche“ eingegangen.
Scharbau lebte zuletzt im Ruhestand in Preetz.

## Auszeichnungen
- 2002: Ehrenstiftsherr des Klosters Loccum
- 2005: Ehrendoktorwürde der Christian-Albrechts-Universität zu Kiel

## Veröffentlichungen

### Autor
- Johann Schmidt – sein Leben und seine Zeit. In: Kurt Jürgensen, Friedrich-Otto Scharbau, Werner H. Schmidt (Hrsg.): Gott loben, das ist unser Amt. Beiträge zu einem Leitwort. Lutherische Verlagsgesellschaft, Kiel 1984, ISBN 3-87503-023-0, S. 25–33.
- Die Vereinigte Evangelisch-Lutherische Kirche Deutschlands. 40 Jahre VELKD – 1948 bis 1988. In: Jürgen Jeziorowski (Hrsg.): Kirche im Dialog. 40 Jahre Vereinigte Evangelisch-Lutherische Kirche Deutschlands. Lutherisches Verlagshaus, Hannover 1988, ISBN  3-7859-0557-2, S. 78–90.
- Magnus Consensus als ökumenische Disziplin. In: Zeitschrift für evangelisches Kirchenrecht 43 (1998), S. 223–259.
- Bekenntnis – Kirche – Gemeinschaft. Zur Frage des Verhältnisses von Konfessionalität und gesamtkirchlichen Strukturen. In: Lutherisches Kirchenamt der VELKD (Hrsg.): Die föderale Struktur des Protestantismus stärken (Texte aus der VELKD 86/1999). Mit Beiträgen von Friedrich-Otto Scharbau und Christian Krause. Lutherisches Kirchenamt, Hannover 1999.
- Art. Vereinigte Evangelisch-Lutherische Kirche Deutschlands. In: Theologische Realenzyklopädie 34 (2002), S. 581–592 (enzyklopädischer Überblick).
- Luther und die Kirche. Lutherisches Verlagshaus, Hannover 2003, ISBN 3-7859-0889-X, darin:
  - S. 25–43: Was fordert Luther von der Kirche? Ein Beitrag zur selbstkritischen Vergewisserung kirchlichen Handelns. Vortrag bei der Männerarbeit der Ev.-Luth. Landeskirche Schaumburg-Lippe am 30. Mai 2001 in Bad Eilsen.
  - S. 45–71: Magnus Consensus. Vortrag im theologischen Konvent Hannover am 15. August 2001.
  - S. 73–98: Konfessionalität und Einheit der Kirche. Vortrag in der Theologischen Fakultät Jena am 17. Mai 2000. Erstveröffentlichung in: Berliner Theologische Zeitschrift 18 (2001) 240-259.
  - S. 99–130: Die VELKD – lutherisch und ökumenisch. Strukturbericht zur Tagung der Generalsynode der VELKD 1999. Überarbeitete Fassung nach dem Protokoll der Generalsynode 1999.
  - S. 131–146: Kirchengemeinschaft in Europa. Überarbeitete Fassung eines Referats bei der Sitzung des Exekutivausschusses für die Leuenberger Kirchengemeinschaft am 31. Januar 1997 in Tallinn/Estland. Erstveröffentlichung in: Friedhelm Krüger (Hrsg.): Gottes Offenbarung in der Welt. Horst Georg Pöhlmann zum 65. Geburtstag. 1998, S. 59–72.
  - S. 147–202: Zur Rede vom Papst als Sprecher der Christenheit. Anlass zu erneuter Diskussion: Communio Sanctorum.[3]
  - S. 203–237: Gerecht und Sünder zugleich. Die Botschaft von der Rechtfertigung des Sünders im lutherisch/römisch-katholischen Dialog. Vortrag in der Hermann-Ehlers-Akademie in Kiel am 15. Juni 1999. Erstveröffentlichung in: Lutherische Kirche in der Welt. Jahrbuch des Martin-Luther-Bundes 47 (2000) 127-157.
- „Nicht ihr habt mich erwählt, sondern ich habe euch erwählt“ (Joh 15,16). Zum evangelischen Verständnis der Kirche. In: Johannes von Lüpke, Edgar Thaidigsmann (Hrsg.): Denkraum Katechismus. Festgabe für Oswald Bayer zum 70. Geburtstag. Mohr Siebeck, Tübingen 2009, S. 473–494.
- Die Ausbildung konfessioneller Identität in lutherischer Perspektive 1933–1945. In: Uwe Rieske (Hrsg.): Migration und Konfession. Konfessionelle Identitäten in der Flüchtlingsbewegung nach 1945. Gütersloher Verlagshaus, Gütersloh 2010, S. 56–89.
- Zur Neuordnung des Protestantismus in Deutschland nach Reichskirche und Kirchenkampf. Einleitung zur Edition von zwei Beiträgen Wilhelm Halfmanns zur Diskussion über die Entwicklung gesamtkirchlicher Strukturen in Deutschland nach 1945 (postum herausgegeben von Rainer Hering). In: Zeitschrift für Schleswig-Holsteinische Kirchengeschichte, Band 2, 2015, S. 159–200.

### Herausgeber
- Getroste Verzweiflung. Martin Luther über die Anfechtung und den Trost des Glaubens. Lutherisches Verlagshaus, Hannover 1984, ISBN 3-7859-0501-7.
- Einheit der Kirche. Klausurtagung der Bischofskonferenz der Vereinigten Evangelisch-Lutherischen Kirche Deutschlands (VELKD) 1984. Referate und Kundgebung. Lutherisches Verlagshaus, Hannover 1985, ISBN 3-7859-0512-2.
- Erneuerung des Gottesdienstes. Klausurtagung der Bischofskonferenz der Vereinigten Evangelisch-Lutherischen Kirche Deutschlands (VELKD) 1989. Referate und Berichte. Lutherisches Verlagshaus, Hannover 1990, ISBN 3-7859-0596-3.
- Die Lesepredigt. Gütersloher Verlagshaus, 1988 bis 2008/2009.
- Veröffentlichungen der Luther-Akademie Ratzeburg:
  - Bd. 32: Schöpfungsglaube von der Bioethik herausgefordert. Mit Beiträgen von Hartmut Gese, Johannes Schwanke, Harm Klueting, Udo Kern, Antti Raunio, Oswald Bayer u. a. 2001, 200 Seiten, ISBN 978-3-87513-130-7.
  - Bd. 33: Das Gebet. Mit Beiträgen von Johannes von Lüpke, Traugott Koch, Birgit Stolt, Torleiv Austad, Johannes Værge u. a. 2002, 111 Seiten, ISBN 978-3-87513-134-5.
  - Bd. 34: Jesus Christus – Gott für uns. Mit Beiträgen von Karin Bornkamm, Manfred Seitz, Oswald Bayer, Christof Gestrich, Arne Brunvoll u. a. 2003, 151 Seiten, ISBN 978-3-87513-135-2.
- Veröffentlichungen der Luther-Akademie Sondershausen-Ratzeburg:
  - Bd. 1: Christus bekennen. Mit Beiträgen von Roland Hoffmann, Torleiv Austad, Jobst Schöne, Traugott Holtz, Notger Slenczka, Corinna Dahlgrün, Martin Seils und Svend Andersen. 2004, 110 Seiten, ISBN 978-3-87513-145-1.
  - Bd. 2: Kant, Luther und die Würde des Menschen. Mit Beiträgen von Gert-Axel Reuß, Johannes Schwanke, Theodor Jørgensen, Edgar Thaidigsmann, Anton Friedrich Koch, Heinrich Assel, Svend Andersen und Volker Stümke. 2005, 138 Seiten, ISBN 978-3-87513-148-2.
  - Bd. 3: Das Ja zum Kind – Mandat und Verantwortung für die christliche Erziehung der Kinder. Mit Beiträgen von Angelika Greim-Harland, Klaus Welk, Torleiv Austad, Johannes von Lüpke, Michael Meyer-Blanck, Christfried Böttrich, Karl Ernst Nipkow, Athina Lexutt, Ursula Pfeiffer und Reiner Preul. 2006, 156 Seiten, ISBN 978-3-87513-153-6.
  - Bd. 4: Offenheit und Identität der Kirche. Die Einladung zum Heiligen Abendmahl in der pluralistischen Gesellschaft. Mit Beiträgen von Rudolf Keller, Volker Gummelt, Peter Godzik, Martin Abraham, Theodor Jørgensen, Detlef Pollack, Peter Neuner und Walter Sparn. 2007, 130 Seiten, ISBN 978-3-87513-157-4.
  - Bd. 5: Wohlfahrt und langes Leben. Luthers Auslegung des 4. Gebots in ihrer aktuellen Bedeutung. Mit Beiträgen von Torleiv Austad, Cornelia Bickelhaupt, Alfred Bruhn, Christof Landmesser, Hans Mikosch, Friedrich-Otto Scharbau, Gunda Schneider-Flume, Edgar Thaidigsmann, Roland Voigt und Bernd Wannenwetsch. 2008, 128 Seiten, ISBN 978-3-87513-162-8.

### Predigten
- Göttinger Predigten im Internet, hrsg. von Ulrich Nembach[4]:
  - 15. Sonntag nach Trinitatis, 8. September 2002: Predigt über 1. Mose 2,4b-15 (Online)
  - Estomihi, 2. März 2003: Predigt über Markus 8,31-38 (Online)
  - Karfreitag, 18. April 2003: Predigt über Johannes 19,16-30 (Online)
  - Reformationstag, 31. Oktober 2003: Predigt über Matthäus 5,2-10 (Online)
  - Invokavit, 29. Februar 2004: Predigt über Hebräer 4,14-16 (Online)
  - Lätare, 21. März 2004: Predigt zu Luthers 4. Invokavit-Predigt (Online)
  - Vorletzter Sonntag des Kirchenjahres (Volkstrauertag), 14. November 2004: Predigt über Römer 8,18-25 (Online)
  - Invokavit, 13. Februar 2005: Predigt über 1. Mose 3,1-24 (Online)
  - 19. Sonntag nach Trinitatis / Erntedankfest, 2. Oktober 2005: Predigt über Jesaja 58,7-12 (Online)

## Festschrift
- Lutherisches Kirchenamt (Hrsg.): Was ist „lutherisch“? Feierstunde zum 70. Geburtstag von Präsident i.R. Dr. Friedrich-Otto Scharbau (Texte aus der VELKD 135/2006). Lutherisches Kirchenamt, Hannover 2006, ISSN 1617-0733.